# Сетка (созвездие)
Се́тка (лат. Reticulum, Ret) — созвездие южного полушария неба. Занимает на небе площадь в 113,9 квадратных градусов, содержит 22 звезды, видимые невооружённым глазом.

## Условия наблюдения
На территории России не наблюдается. Полная видимость на широтах южнее +23°. Лучшие условия наблюдения — декабрь.

## История
Новое созвездие. Введено Николой Луи де Лакайлем в 1754 году сначала безымянным, затем в 1756 году предложено название «Ромбоидальная Сеть» (фр. Réticule Rhomboïde) — перекрещивающиеся тонкие нити в окуляре телескопа. В 1763 году название латинизировано автором.
Нужно заметить, что на этом же месте небосвода Исаак Хабрехт ранее, в 1621 году, поместил новое созвездие «Ромб», включавшее только четыре звезды, видимые невооружённым глазом. Это созвездие практически не использовалось. В созвездие Лакайля вошли две звезды из созвездия Хабрехта. Неизвестно, знал ли Лакайль о созвездии «Ромб», когда предлагал своё.

## Дзета Сетки
В этом созвездии на расстоянии 35 световых лет от Земли находится двойная звёздная система ζ Reticuli. Состоит из пары звёзд пятой величины со спектральными классами G3-5V и G2V, которые являются звёздами-аналогами Солнца.
Одна из компонент системы (ζ2 Ret) была упомянута в фильме «Чужой» Ридли Скотта.